# マイケル・ベネット (コロラド州の政治家)
マイケル・ファランド・ベネット （英語: Michael Farrand Bennet、1964年11月28日 - ）は、アメリカの実業家、法曹、及び政治家。民主党に所属しており、2009年からケネス・リー・サラザールの後任としてコロラド州選出の連邦上院議員を務めている。
デンバーにおいて教育長の職にあり、一時期オバマ政権の教育長官の候補者として名が挙げられていた。
2019年5月2日、2020年の大統領選に向けて、民主党指名候補に立候補することを発表したが、2020年2月11日に撤退した。

## 生い立ち
1964年11月28日、インドのニューデリーにおいて、スザンヌ・クリスティンとダグラス・J・ベネットの息子として生まれる。彼の父であるダグラスは当時、駐インド大使だったチェスター・ボールズのアシスタントを務めていた。
母はユダヤ人で、1938年にポーランドのワルシャワに生まれ、1950年に家族とともに米国に移住したホロコースト経験者であり、彼女の両親がワルシャワゲットーに収監されていたこともあった。図書館学を研究した彼女は、小学校司書として働いていた。
一方、ベネットの父ダグラスはニュージャージー州生まれのキリスト教徒であった。ジミー・カーター大統領の下で米国国際開発庁を率い、NPRの会長およびCEOを経て、クリントン政権では国際機関総務次官補の職に就いた。彼の祖父であるダグラス・ベネットもまた、フランクリン・ルーズベルト政権において経済顧問を務めた経験を持っていた。父側の家系をさらに遡れば、メイフラワー号の乗客としてアメリカに渡ってきた先祖まで辿れることがわかっている。
父がヒューバート・ハンフリー副大統領の補佐官を務めていた関係で、ベネットは幼少時代をワシントンD.C.で過ごした。二年生の時、失読症であることが判明し、原級留置となる体験をした。その後、男子校のプレップスクールであるSt. Albans Schoolに進学、この頃から高校生スタッフとして議会にも出入りするようになった。
ベネットは父と祖父の母校であるウェズリアン大学へと入学、歴史学を専攻し、1987年に学士号を取得した。 彼はさらにイェール大学ロースクールへと進学、法務博士となり、在学中には『イェール・ロー・ジャーナル』の編集長として活動していた。

## 初期のキャリア
ベネットは、イェール大へ進学する前から、オハイオ州知事のリチャード・セレステの補佐官となる経験をした。ロースクールの卒業後は第四巡回区控訴裁判所の書記官として一年間勤務。その後、 クリントン政権下で司法副長官の補佐を務めた。この時期、父のダグラスも国際機関総務次官補として働いており、親子が同じ政権のスタッフとして働くこととなった。
1997年、コネチカット州の検察局において短い間働いた後、ベネットは法曹界から離れるとともに、アメリカ西部へと移った。一時モンタナ州に居住したこともあったが、同じ1997年中に当時の婚約者で、現在の妻であるスーザン・ダゲットとともにコロラド州デンバーへと落ち着いた。デンバーでは、投資会社において6年間勤務し、石油会社の再編や、リーガル・エンターテインメント・グループの設立といった業務に携わった。
そんな中、同じくウェズリアン大出身のジョン・ヒッケンルーパーの知己を得て、非公式ながらも彼のデンバー市長選の戦略助言をすることとなった。 これを機にベネットは投資会社を辞め、2年の間、ヒッケンルーパーの首席補佐官を務めた。
2005年6月27日、デンバー教育委員会はベネットを教育長とすることを決めた。それまで教育関係の職務経験がなかったにもかかわらず、彼の指揮の下、デンバーの公立学校では、生徒の就学率、卒業率並びに大学進学率が高まるとともに中退率の低下も見られた。 これらの傾向は、ベネットが退職した現在でも続いている。彼は具体的な行動目標として「Denver Plan」と名付けられた綱領を策定、また民間の慈善家と連携して、大学進学支援の奨学金の設立などにも尽力した。
2008年、ベネットはペンションファンドの穴埋めのために7億5千万ドルの金融債取引を推し進めた。ニューヨーク・タイムズによればこの取引では変動金利が設定されていたために、経済状況悪化の影響を受け、当初の予想よりもデンバー市教育部門の負債の拡大へと繋がったとしている。 なおベネットらは、取引より前の時点においてリーマン・ショックに端を発した金融危機を予測するのは不可能だったと主張している。
こうしたデンバーにおける教育関係の活動から、ベネットはオバマ政権における教育長官の候補として名前が噂されたこともあった。最終的にはアーン・ダンカンが就任したものの、ベネットは2008年の大統領選予備選挙の早い段階から妻と共にオバマの支持者であり、また大統領戦を通じてオバマに教育問題について助言する関係にもあった。

## 上院での活動

### 就任
2009年1月3日、ビル・リッターコロラド州知事が同年1月20日にケネス・サラザールが内務長官に就任することに伴い空席となるコロラド選出枠のアメリカ合衆国上院議員の後任にベネットを指名した。リッターは事前に候補となるような人間には直接会い、大統領の周辺や上院の議員たちとも相談した上でベネットを選んだのだったが、デンバーの外に出ればコロラド州の中でも彼のことを知る人は少なく、より有名だったヒッケンルーパーの方が選ばれると考えられていたため、ベネットは「予期せぬ議員」（"Accidental Senator"）と呼ばれた。
ヒッケンルーパーにも相談した上で上院議員となることを決めたベネットは 2009年1月21日付で着任。残されていた任期の関係で翌年2010年には早くも選挙戦に望むこととなったが、共和党の内部ではベネットの知名度の低さから議席が獲得しやすくなったと捉える見方も出たという。

### 2010年の選挙

2010年選挙の郡別結果

2009年9月16日、元コロラド州下院議長のアンドリュー・ロマノフが、民主党内の対立候補として参戦を表明 。ベネットの元には、オバマ大統領、 マーク・ユーダル上院議員、また下院議員のベッツィー・マーキー、 ジャレッド・ポリス、およびジョン・サラザールらからの応援と推薦が寄せられ 、ロマノフ陣営の四倍となる700万ドルもの選挙資金を準備して予備選挙に臨んだ。
2010年8月10日には予備選挙でベネットが民主党候補となり、共和党候補のケン・バックと対決することが決まった。コロラドはこの年の選挙において最も資金の投入された有数の選挙区となり、それぞれの陣営が合わせて1500万ドル、その他支援団体などは3000万ドルを費やしたと報告されている。実際の選挙戦が始まると、民主党側はバックが中絶と上院議員の直接選挙に反対する過激派であると喧伝し、共和党側はベネットを政府支出を拡大させるリベラルとして非難した。
投票日の翌日の11月3日、ベネットが勝ったことが発表された。 結果はベネットが851,590票（48.1％）、バックが822,731票（46.4％）だった。 2011年1月、ベネットはワシントンD.C.へ戻り、議員としての活動に従事した。

### 2016年の選挙

2016年選挙の郡別結果

2016年11月8日、ベネットは共和党候補者だったダリル・グレンを破って再選された。得票数は137万票で、対立候補より15万5千票ほど多かった。
この選挙の後、大統領としての任期が終わりつつあったバラク・オバマが将来民主党を率いるだろう中堅層の一人としてベネットの名を挙げた。

### 委員会
現在上院において、農業・栄養・林業委員会、財政委員会に加えて情報特別委員会の三つの委員会に所属している。

## 政治的スタンス

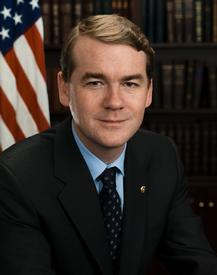
第111期議会における肖像

ベネットは民主党の中でも中道穏健派と見られている。以下、代表的な問題についての彼の立ち位置を説明する。

### 銃規制
2012年、サンディフック小学校銃乱射事件の発生後、 ベネットは同じコロラド選出の上院議員マーク・ユーダルに連帯を示す形で、より強い銃規制の必要性を訴えた。
オーランド銃乱射事件の発生後もクリス・マーフィーの始めたフィリバスターに参加、オーロラ銃乱射事件について触れながら、コロラド州が事件後に銃の購入時のプロセスを厳格化させたことを語った。
しかし実際にはダイアン・ファインスタインの起草した、殺傷能力のある武器を規制する法案に反対票を投じたこともあるなど、中庸な立ち位置を取っている。

### LGBT
ベネットは同性結婚に賛同している。2015年に連邦最高裁がオーバーグフェル対ホッジス裁判において同性結婚を認める方針を示した際には、結婚は同性のカップルにとっても基本的な権利であり、異性間の夫婦と同じ待遇を受けられるようになることを歓迎する旨の意見を発表した。
また、彼はこれまで福祉政策の恩恵を受けることの少なかったLGBTQ+の高齢者の健康増進を目的とした法案にも関わった。

### 社会保障
ベネットはバラク・オバマが推し進めていた「Patient Protection and Affordable Care Act」、いわゆるオバマケアに賛成票を投じた。 法案が議会で審議されつつあった2009年、ベネットはまだ一年目の議員で、翌年の選挙で敗戦につながるリスクがあることを承知しながらも、この改革への支持を明言した。
「メディケア・フォー・オール」を掲げているバーニー・サンダースとは対照的に、ベネットは公的医療保険制度を段階的に拡大させていく穏健派とみられている。彼はティム・ケインと共に「メディケアX」という概念を提案し、共和党との超党派の運動になっていくことも見据えている。

### 移民政策
2009年9月、ベネットはドリーム法の共同提出者となった。この議案は現在「ドリーマー」として知られている、未成年のうちに米国に入国した不法移民たちの救済を目的にしており、高等教育を受けている、もしくは従軍しているといった条件を満たしているものに永住権を授与するという内容であった。2013年には共和党の上院議員らと超党派のグループを作り、包括的な移民法改革案を議会に提出した。彼は2017年にも再びドリーム法の共同提出者となるなど、長年否決され続けている同法の議会での成立を目指しつつも、ドリーム法と同様の内容を含むDACAプロジェクトの実現をオバマ大統領に強く要請することもしていた。トランプ大統領が同プログラムを撤廃した後は、国境警備の強化やドリーマーたちの市民権獲得を実現させようと共和党議員との協力に力を入れている。

### エネルギー政策
2013年、2014年、2015年と3度に渡ってカナダとネブラスカ州を結ぶキーストーンXLパイプラインの建設を支持した。原油の輸送を目的とした同パイプライン建設計画は2015年の際にはオバマ大統領によって却下されたが、ベネットは数少ない民主党内の賛成派であり続けた。

### 大麻
ベネットの地元であるコロラドは2014年1月にアメリカ合衆国の中でも最初に嗜好用の大麻使用を合法化した州であり、ベネット自身も上院において大麻への規制緩和を求めている。
2018年にはマサチューセッツ選出のエリザベス・ウォーレンと、コロラド州選出のコリー・ガードナーの二人によって提出された「STATES Act」と呼ばれる超党派議案の共同提出者となった。この議案は個人や法人が州法等の規定に従っていれば連邦法である規制物質法による罰則の対象外とすることを目的としているものである。さらに同年、大統領府が大麻法制に関する委員会を設立していることが判明した際には大麻が社会に与える悪影響のみを取り上げようとしているとその偏向性を批判した。ベネットの公開状を受け、大統領府側はそれまで隠匿していた委員会の存在を認めたが、委員会の調査姿勢は客観的であると反論した。

### 2018年から2019にかけての政府閉鎖
ドナルド・トランプ大統領の主張するメキシコ国境における壁建設費用を発端として生じた、2018年12月から2019年1月にかけての政府閉鎖は米国史上最長のものとなった。
その終盤の2019年1月24日、ベネットは共和党のテッド・クルーズによる民主党の姿勢への批判に対して、25分にもわたる演説を返したことで一躍注目を集めた。彼はまずテッド・クルーズが政府閉鎖のせいで不利益を被っているとして持ち出した沿岸警備隊への心配を見せかけだ、と斬って捨てたのち、2013年にコロラド州が洪水に見舞われた際は、クルーズらの主導するオバマケアへの反対運動のせいで連邦政府が閉鎖されたままで対応が遅れたことに触れ、また当時最大の関心事だった国境の壁の問題についても熱弁した。この出来事から8時間たたないうちに、演説の様子を収めた動画はC-SPANの歴史の中で最も視聴された上院の映像記録となった。

## 2020年大統領選挙

ベネットの選挙運動のロゴ

上記の議会におけるスピーチが有名になったことでベネットは大統領候補の一人として目されるようになった。2月から3月にかけて民主党の予備選挙中の緒戦の舞台となるアイオワ州やニューハンプシャー州を実際に訪れて出馬の可能性を探った後、3月の終わりにはMSNBCの番組中において出馬する方向に心が傾いている("very inclined")と答えるまでに至った。
それからさらに数ヶ月が経った2019年5月2日、ベネットはCBSのニュース番組『This Morning』に出演し、2020年アメリカ合衆国大統領選挙に出馬することを公式に発表した。
2020年2月3日のアイオワ党員集会の一回目では164票、2月11日のニューハンプシャー州予備選挙では952票を獲得したが、他の候補者との差は大きく、ニューハンプシャーでの予備選挙の夜に撤退することを表明した。

## 私生活
1997年10月26日にイェール大で同窓だったスーザン・ダゲット（Susan Diane Daggett）とアーカンソー州において結婚した。前述の通り、ベネットがコロラドへと移り住むこととなったそもそものきっかけは環境法の弁護士であったスーザンの転職であった。二人の間には現在三人の娘がいる。
弟はアトランティックの編集長を経てニューヨーク・タイムズの論説部門の編集責任者を務めたジェームズ・ベネット。彼は兄が2020年大統領選挙に出馬することを発表した際は大統領選に関する論説記事には一切関わらないという方針を発表した。なおマイケルが撤退を表明した後の6月、論説欄に載ったトム・コットン上院議員によるジョージ・フロイド抗議運動関連の記事に扇動的だという批判が殺到、ジェームズは責任を取って辞職した。
2019年4月には前立腺癌を患っていることが判明し、同月中に手術を受けた。手術は成功し、さらなる治療の必要性もないことが発表された。その2ヶ月後には自著『The Land of Flickering Lights: Restoring America in an Age of Broken Politics』を上梓した。2020年の大統領選へ事実上出馬したものと長い間みなされていながらも、正式な意向表明が遅れていたのはベネットが病気の治療と本の執筆を優先したことによるものだった。